# Cherry Glazerr
Cherry Glazerr est un groupe de rock indépendant américain, originaire de Los Angeles, en Californie. Il est actif depuis 2013.

## Histoire
Cherry Glazerr est formé en 2013 par Clementine Creevy, Hannah Uribe et Sean Redman, sur la base d'un trio guitare-basse-batterie et sort un album auto-produit Papa Cremp. En 2014, ils commencent à accéder à un début de notoriété avec la sortie de leur premier véritable album Haxel Princess, le 14 janvier 2014, sur le label Burger Records, puis en jouant au festival SXSW,.
En 2015, Uribe quitte le groupe suivie de Redman l'année suivante. Ils sont remplacés par Tabor Allen à la batterie, Devin O'Brien à la basse et Sasami Ashworth aux claviers, qui accompagnent Creevy, guitariste et chanteuse. En 2017, ils signent pour Secretly Canadian et sortent un nouvel album, Apocalipstick, le 20 janvier 2017.

## Membres

### Membres actuels
- Clementine Creevy – chant, guitare (depuis l'origine)
- Tabor Allen – batterie (depuis 2016)
- Devin O'Brien – basse (depuis 2016)

### Anciens membres
- Sophia Muller - chants (2013)
- Hannah Uribe – batterie (2013–2015)
- Sean Redman – basse (2013–2016)
- Sasami Ashworth – synthétiseur (2015-2018)

## Discographie

### Albums studio
- 2013 : Papa Cremp
- 2014 : Haxel Princess
- 2017 : Apocalipstick
- 2019 : Stuffed & Ready
- 2023 : I Don't Want You Anymore

### EP
- 2014 : Had Ten Dollaz